# Сиера (порнографска актриса)
Сиера (на английски: Sierra) е артистичен псевдоним на бившата американска порнографска актриса Reloni Sarah Wesley, родена на 29 март 1972 г. в град Атланта, Джорджия. Дебютира като актриса в порнографската индустрия през 1997 г., когато е на 25-годишна възраст.